# Zimowa Uniwersjada 1981

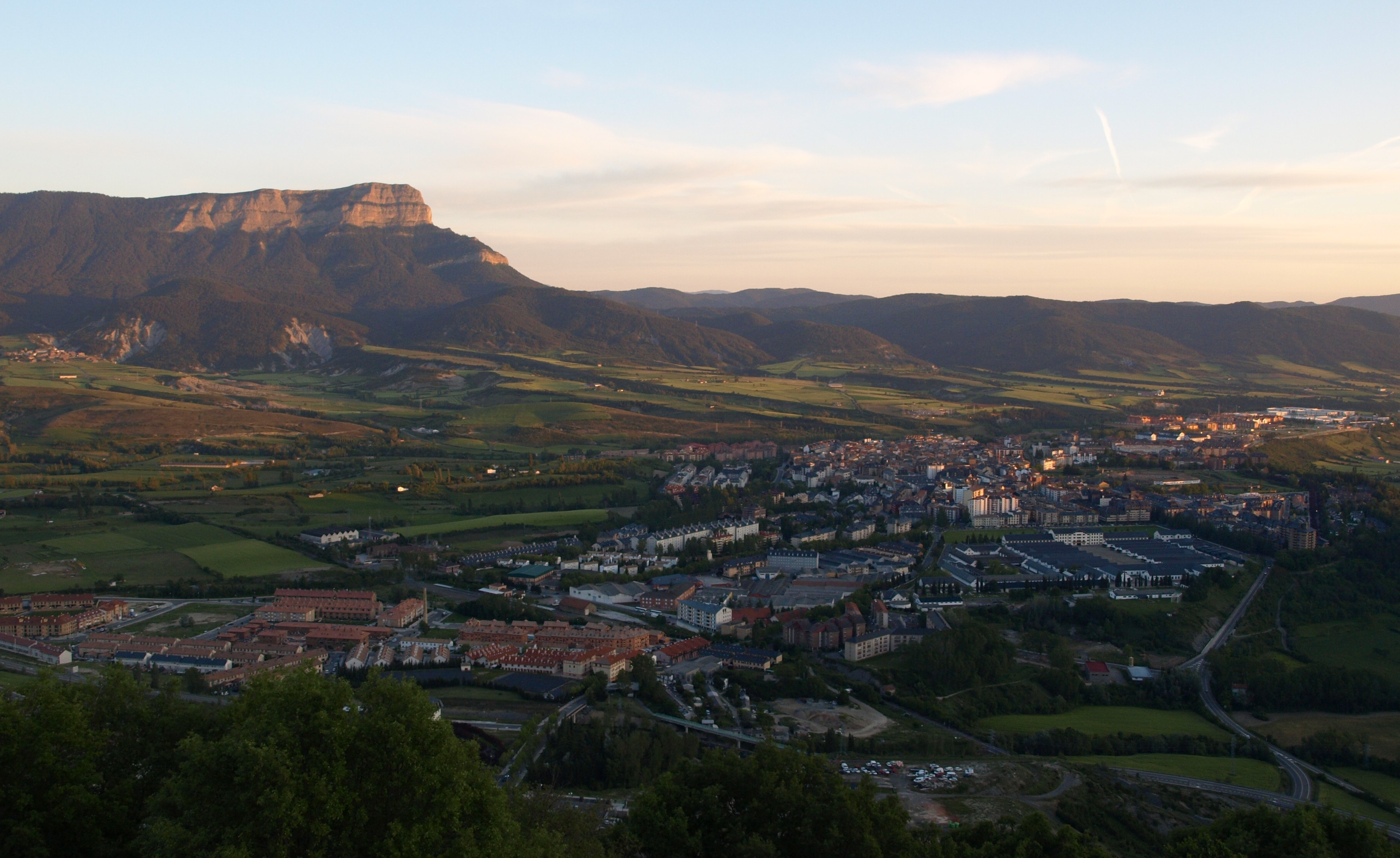
Jaca

10. Zimowa Uniwersjada – międzynarodowe zawody sportowców – studentów, które odbyły się w hiszpańskim kurorcie Jaca. Impreza została zorganizowana między 25 lutego a 4 marca 1981 roku. Nad organizacją zawodów czuwała Fédération Internationale du Sport Universitaire. Reprezentanci Polski nie wywalczyli – jedyny raz w dotychczasowej historii zimowych uniwersjad – żadnego medalu.

## Klasyfikacja medalowa
| Klasyfikacja medalowa | Klasyfikacja medalowa | Klasyfikacja medalowa | Klasyfikacja medalowa | Klasyfikacja medalowa | Klasyfikacja medalowa |
| --------------------- | --------------------- | --------------------- | --------------------- | --------------------- | --------------------- |
| Miejsce               | Reprezentacja         | Złoto                 | Srebro                | Brąz                  | Razem                 |
| 1                     | ZSRR                  | 8                     | 6                     | 4                     | 18                    |
| 2                     | Czechosłowacja        | 4                     | 4                     | 2                     | 10                    |
| 3                     | Włochy                | 2                     | 2                     | 5                     | 9                     |
| 4                     | Francja               | 2                     | 1                     | 2                     | 5                     |
| 5                     | Bułgaria              | 2                     | 0                     | 1                     | 3                     |
| 6                     | Kanada                | 1                     | 0                     | 0                     | 1                     |
| 7                     | Finlandia             | 0                     | 2                     | 2                     | 4                     |
| 8                     | Japonia               | 0                     | 2                     | 2                     | 4                     |
| 9                     | Jugosławia            | 0                     | 2                     | 0                     | 2                     |
| 10                    | Stany Zjednoczone     | 0                     | 0                     | 1                     | 1                     |